# Ільюстрейтед Лондон ньюз
Ілюстровані лондонські новини (англ. The Illustrated London News) — перша в світі ілюстрована щотижнева газета (пізніше журнал). Видавалася в Лондоні з 1842 по 2003 роки. Найпопулярнійша газета Вікторіанської Англії, у XX столітті втратила своє значення.

## Історія
Герберт Інграм, видавець і газетяр, у 1842 році, побачивши, що газети з ілюстраціями продаються помітно краще, прийшов до думки зробити щотижневу ілюстровану газету, за порадою Генрі Візетеллі тематика газети була загальноновинною.
Спільно з Марком Лемон, редактором журналу Панч, він орендував офіс, найняв співробітників і 14 травня 1842 року вийшло перше ілюстроване видання газети The Illustrated London News. Воно містило 16 сторінок і 32 гравюри, і покривало наступні події: Перша англо-афганська війна, аварію поїзда у Франції, звіти про злочини, книгах і уявленнях, а також рекламні сторінки. Було продано 26 000 примірників першого видання за ціною 6 пенсів.
До кінця роки тираж зріс до 60 000. У 1851 році тираж був в 130 000 примірників. У 1855 році, завдяки фотографіям Кримської війни Роджера Фентона тираж перевищив 200 000 примірників.
У 1860 році Інграм гине на озері Мічиган. Успадкував газету його молодший син Вільям Інграм, який у свою чергу «передав» справи синові Брюсу Інграма.
У 1863 році «The Illustrated London News» продавалася тиражем в 300 000 копій, що перевищувало тираж практично будь-який інший газети.
«The Illustrated London News» видавалися тижні аж до 1971 року, коли стала щомісячної. З 1989 року газета виходила раз на 2 місяці, потім в 4 місяці. Більш журнал не видається, але The Illustrated London News Group як і раніше існує.